# Ландгребе, Людвиг
Лю́двиг Ландгре́бе (нем. Ludwig Landgrebe, 9 марта 1902, Вена, Австро-Венгрия — 14 августа 1991, Кёльн, ФРГ) — немецкий философ, представитель феноменологии.

## Жизнь
Сын торговца. Первоначально изучал философию, историю и географию в Вене. С целью углубления своих знаний вёл оживлённую переписку с Максом Шелером, находившемся во Фрайбурге. В 1923 году стал ассистентом Эдмунда Гуссерля. Получил докторскую степень в 1927 году, в 1935 — доцентуру в Праге у Оскара Крауса (Oskar Kraus). После того как по инициативе Германа ван Бреды сыграл важную роль в переправке научных работ Гуссерля за рубеж, работал с 1939 года вместе с последним ассистентом Гуссерля Ойгеном Финком в Лувене над собранным там архивом Гуссерля. Как супруг Ильзы Марии Гольдшмидт, дочери Артура Гольдшмидта (Arthur Goldschmidt), в молодости перешедшей из иудаизма в христианство, и сестры писателя Жоржа-Артура Гольдшмидта (Georges-Arthur Goldschmidt), был в 1940 году депортирован с семьей в Бельгию, позднее был вынужден зарабатывать на жизнь подсобной торговой деятельностью в Гамбурге.
В 1945 году получил звание профессора в Гамбурге, в 1947 — должность профессора в Киле, где в числе его учеников был Ханс Блюменберг. В 1954 году получил кафедру в Кёльне, чтобы работать с архивом Гуссерля в университете. Ландгребе считается одним из ближайших учеников Гуссерля, но он также независимо от своего учителя исследовал принципиальные вопросы из области истории, религии и политики. Здесь обнаруживается его близость к экзистенциальной философии (Existenzphilosophie) и метафизике.

## Работы
- Wilhelm Diltheys Theorie der Geisteswissenschaften («Теория гуманитарных наук Вильгельма Дильтея»), Halle, 1928. (Диссертация.)
- Nennfunktion und Wortbedeutung. Eine Studie über Martys Sprachphilosophie («Функция именования и значение слова.  Исследование по философии языка Марти»), Halle, 1923. (Хабилитационная работа.)
- Was bedeutet uns heute Philosophie («Что значит для нас сегодня философия»), Hamburg, 1948 (2-е изд. — 1954).
- Phänomenologie und Metaphysik («Феноменология и метафизика»), Hamburg, 1949. (Сборник статей.)
- Philosophie der Gegenwart («Философия настоящего»), Bonn, 1952 (2-е изд. — Frankfurt/M, 1957).
- Der Weg der Phänomenologie («Путь феноменологии»), Gütersloh, 1963 (4-е изд. — 1978).
- Phänomenologie und Geschichte («Феноменология и история»), Gütersloh, 1968.
- Über einige Grundfragen der Philosophie der Politik («О некоторых основных вопросах философии политики»), Köln/Opladen, 1969.
- Faktizität und Individuation. Studien zu den Grundfragen der Phänomenologie («Фактичность и индивидуация. Исследования по основным вопросам феноменологии»), Hamburg, 1982. (Библиография: s. 157 - 162.)
- Der Begriff des Erlebens. Ein Beitrag zur Kritik unseres Selbstverständnisses und zum Problem der seelischen Ganzheit («Понятие опыта. Очерк: к критике нашего самопонимания и к проблеме душевной (психической) целостности» [соч. 1929-1932]. Под редакцией Карела Новотны (Karel Novotny). (Серия Orbis Phaenomenologicus («Феноменологический мир») — Источники. Новая серия 2). Издательство Königshausen & Neumann, Würzburg, 2010, ISBN 978-3-8260-3890-7.

### На русском языке
- Ландгребе, Людвиг. Воспоминания феноменолога о Пражском лингвистическом кружке // Философско-литературный журнал «Логос»  / Перевод В. Анашвили. — 1996. — № 7. — С. 38—40. Архивировано 5 марта 2016 года.
- Ландгребе, Людвиг. Интенциональность у Гуссерля и Брентано // Философско-литературный журнал «Логос»  / Перевод Романа Громова. — 2002. — № 2 (33). — С. 33–39.
- Ландгребе Л. Феноменология Эдмунда Гуссерля / Л. Ландгребе; пер. с нем. и англ. И. И. Докучаева, З. В. Фиалковского. – СПб.: Русский Міръ, 2018. – 384 с. – ISBN 978-5-904088-28-6